# 메어 오브 이스트타운
《메어 오브 이스트타운》(영어: Mare of Easttown)은 HBO에서 2021년 4월부터 5월까지 방영된 미국의 범죄 드라마이다. 제73회(2021년) 프라임타임 에미상 리미티드 시리즈 부문 여우주연상·남우조연상·여우조연상 수상작이다.

## 출연진

### 주연
- 케이트 윈슬렛 - 메리앤 "메어" 시핸 역
- 줄리앤 니컬슨 - 로리 로스
- 진 스마트 - 헬렌 페이히
- 앵거리 라이스 - 시본 시핸
- 데이비드 덴먼 - 프랭크 시핸
- 닐 허프 - 딘 헤이스팅스 신부
- 가이 피어스 - 리처드 라이언
- 케일리 스페이니 - 에린 맥메너민
- 존 더글러스 톰슨 - 카터 서장
- 조 티핏 - 존 로스
- 에번 피터스 - 콜린 제이블
- 소지 베이컨 - 캐리 레이든
- 제임스 매카들 - 마크 버턴

### 조연
- 케이트 애링턴 - 페이
- 루비 크루즈 - 제스 라일리
- 네드 아이젠버그 - 하우저 형사
- 에니드 그레이엄 - 돈 베일리
- 데버라 헤드월 - 주디 제이블
- 케이틀린 훌러핸 - 케이티 베일리
- 캐머런 맨 - 라이언 로스
- 잭 멀헌 - 딜런 힌치
- 패트릭 머니 - 케니 맥메너민
- 치나사 오그부아구 - 베스 핸런
- 필리스 서머빌 - 베티 캐럴
- 로비 탠 - 빌리 로스
- 매들린 와인스틴 - 베카

### 단역
- 로사 아레돈도 - 태미
- 데비 캠벨 - 캐서린 힌치
- 고든 클랩 - 팻 로스
- 에이사 데이비스 - 게일 그레이엄
- 사샤 프롤로바 - 미시 세이거
- 제러미 게이브리얼 - 스티브 힌치
- 코니 지오다노 - 패티 델래소
- 저스틴 허트덩클리 - 트래멀 경관
- 도미니크 존슨 - 프레디 핸런
- 이지 킹 - 드루 시핸
- 코디 코스트로 - 케빈 시핸
- 제브 그리거 - 웨인 포츠
- 케이티 크라이슬러 - 트리시 라일리
- 매켄지 랜싱 - 브리애나 델래소
- 패트릭 맥데이드
- 키아 매커넌 - 앤 해리스
- 패치 멕 - 잰 켈리
- 에릭 T. 밀러 - 토니 델래소
- 캐시 먼드헹크 - 모이라 로스
- 앤서니 노먼 - 네이선 포드
- 드루 샤이드 - 제프 게이브하트
- 사다트 워디 - 숀